# Festung Marienberg

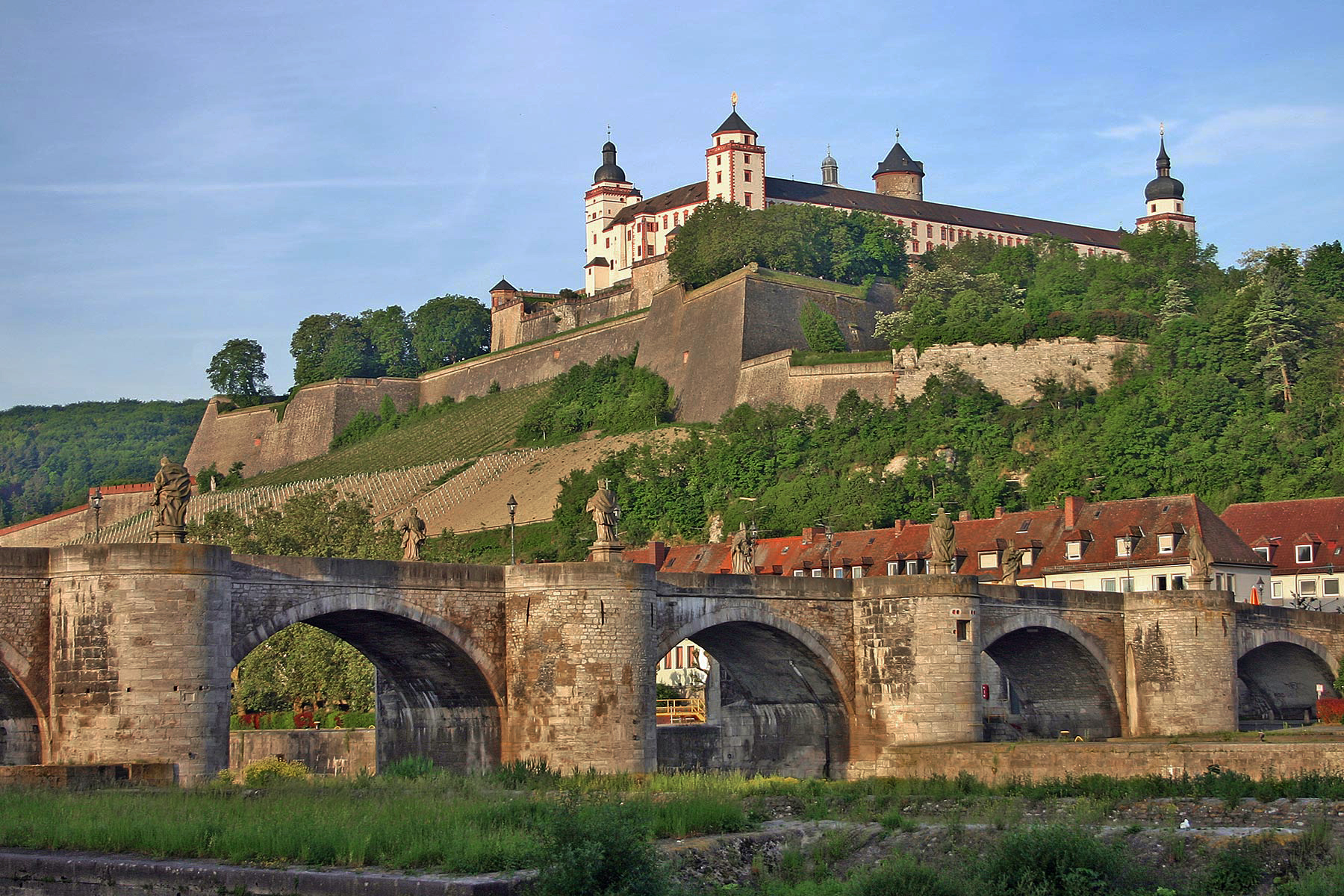
O Festung Marienberg e a velha ponte.

A Festung Marienberg (Fortaleza de Marienberg) é um palácio da Alemanha, constituindo um marco proeminente no Rio Meno em Würzburg. O edifício teve a sua origem em tempos antigos como um forte. Depois de Gustavo II Adolfo da Suécia conquistar a área, em 1631, o castelo foi reconstruido no estilo barroco.
A poderosa Festung Marienberg é o símbolo de Würzburg e serviu de residência aos Príncipes-Bispos da cidade durante quase cinco séculos. Actualmente funciona como museu e parque.

## História

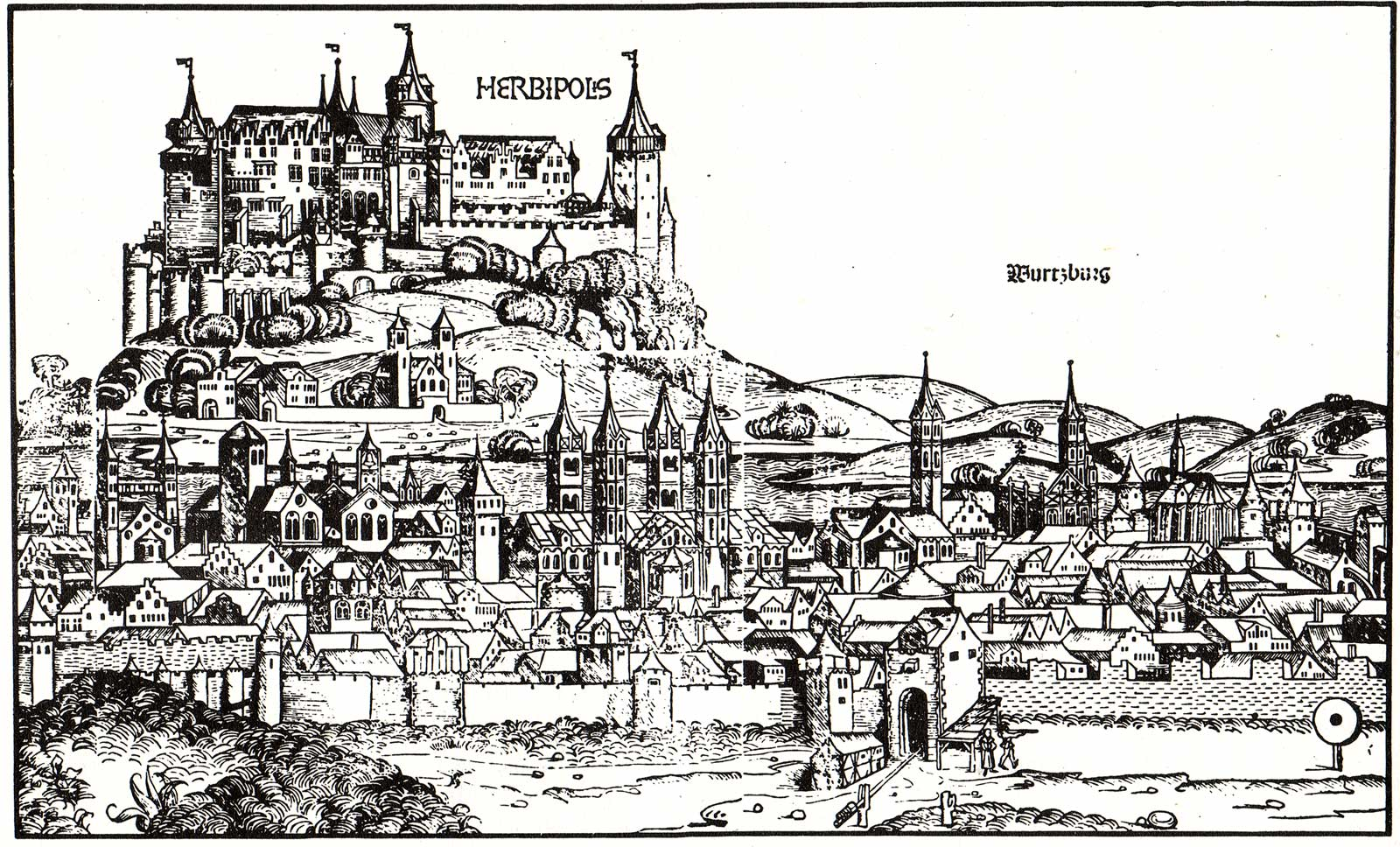
Aspecto de Marienberg e da Festung Marienberg em 1493.

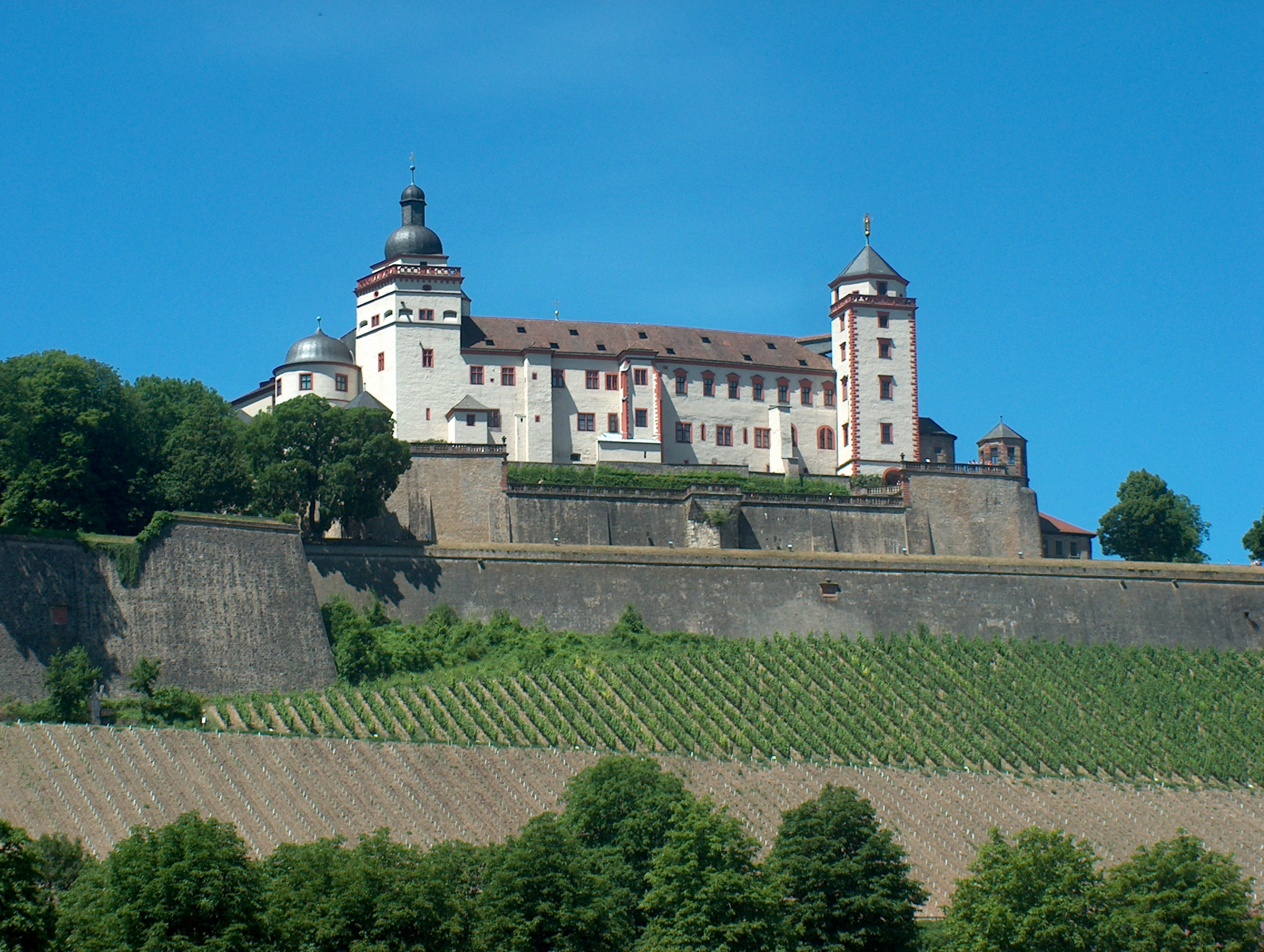
Perspectiva da Festung Marienberg.

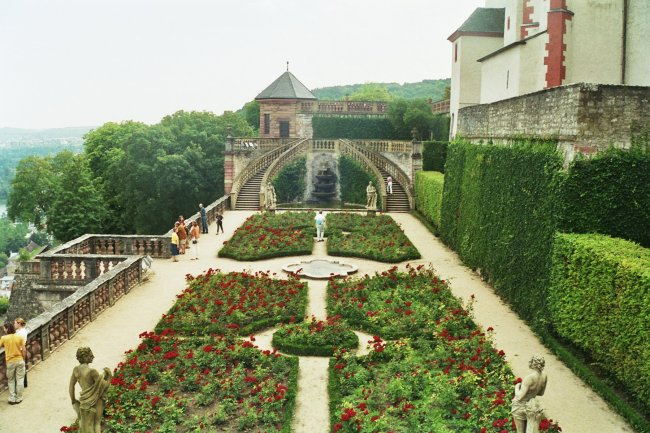
Perspectiva dos jardins.

No ano 704, foi construída a Marienkirche (Igreja de Maria) no cimo de um antigo abrigo celta. Esta igreja viria a ser rodeada pela primeira fortaleza no século XIII. Em 1482, o castelo principal foi circunscrito por uma muralha medieval, a qual continha o portão de Scherenberg.
Em Maio de 1525, durante a Deutscher Bauernkrieg (Guerra dos Camponeses), um exército camponês de 15.000 homens rodeou a fortificação, a qual era na época sede dos Bispos de Würzburg, mas não conseguiram penetrar nas muralhas concêntricas construídas numa encosta inclinada. Quando, no início de Junho desse mesmo ano, o seu líder, Florian Geyer, foi a Rothenburg ob der Tauber procurar as armas pesadas necessárias para tentar fender as muralhas, o exército camponês desprovido do seu líder acampou em volta do castelo, permitindo que um exército profissional ao serviço do Bispo o rodeasse. Mais de 8.000 camponeses foram massacrados ou cegados às ordens do Bispo. Os Nazis iriam associar-se à imagem de Florian Geyer 410 anos mais tarde, como parte do desejo Nacional Socialista de se ligar ao "homem comum" afastando-o da Igreja Católica.
Por volta de 1600, Julius Echter reconstruiu a fortaleza, fazendo dela um palácio renascentista. Depois da conquiata por Gustavo II Adolfo da Suécia, em 1631, no decurso da Guerra dos Trinta Anos, a fortaleza foi reconstruída como uma fortificação barroca ainda mais formidável. Nesta época foi, ainda, disposto um parque principesco.

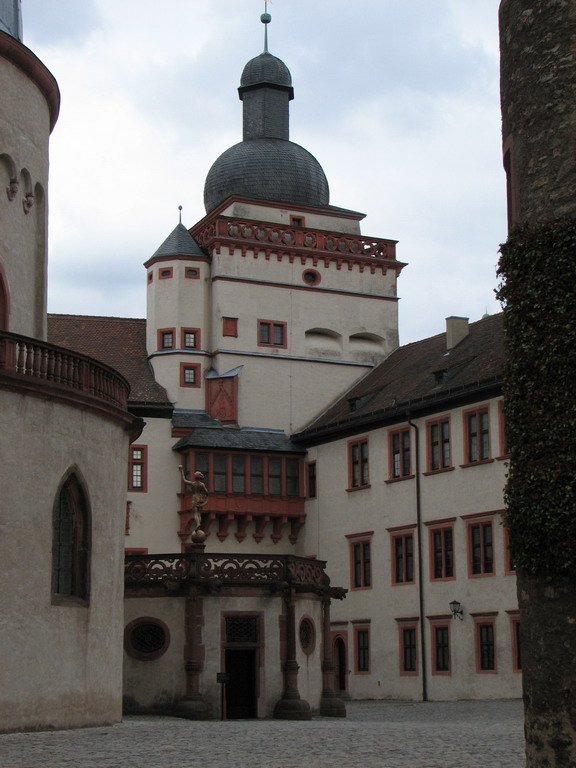
Pátio interior.

O Festung Marienberg serviu de sede aos Príncipes-Bispos de Würzburg até ao início do século XVIII, tendo Bispo o Johann Philipp Franz von Schönborn (1719 - 1724) mudado a Corte para um palácio erguido entre 1701 e 1704. No entanto, o palácio bastante pequeno não condizia com a posição de Johann Philipp Franz como monarca absoluto. Quando ganhou uma soma de 600.000 florins (uma fortuna para a época) num caso de tribunal, ocorrido no mesmo ano da sua acessão, nada o impedia de empreender a construção de um edifício que proclamasse a todos a sua posição no mundo, lançando-se na construção da magnífica Würzburger Residenz que substituiria definitivamente a Festung Marienberg.
A Armaria Barroca, construída entre 1702 e 1712, acolhe o Mainfränkisches Museum, uma excelente colecção de obras de arte francónia, incluindo esculturas  mundialmente famosas da autoria de Tilman Riemenschneider. O Fürstenbau Museum, na ala principesca da fortaleza, oferece um passeio através de 1200 anos da história de Würzburg.
Durante as Guerras Napoleónicas a fortaleza foi capturada.
No final da Segunda Guerra Mundial, a Festung Marienberg, obviamente, não foi defendida quando, em 1945, o US Army capturou rapidamente a margem do Rio Meno na qual está localizada, no lado oposto ao centro da cidade de Würzburg.